# 第80回皐月賞
第80回皐月賞（GI、英:80th Satsuki Sho (Japanese Two Thousand Guineas)は2020年4月19日、千葉県船橋市の中山競馬場で施行された競馬の競走である。
コントレイルが優勝、騎乗した福永祐一はクラシック三冠（五大競走）完全制覇を果たした。

## 新型コロナウイルスによる影響
新型コロナウイルスの流行及び改正・新型インフルエンザ等対策特別措置法32条1項に基づいて日本国政府から発令された新型インフルエンザ等緊急事態宣言により、2月以降各公営競技開催会場及び場外投票券売場にて実施してきた「無観客開催措置」を本レースでも取られる事となった。
この為、勝馬投票券の発売及び払い戻しは、電話・インターネット投票のみで発売。また、「ウインズ札幌・後楽園・新宿・難波・梅田」にて行われる予定であった「金曜発売」も中止。パークウインズやウインズ、エクセルなど場外勝馬投票券発売所での勝馬投票券の発売も中止された。
また緊急事態宣言発令により、非常報道体制に移行した日本放送協会（NHK）は、BS1で放送される予定だった本レースの中継を中止した。NHKが法律上最優先される番組の放送の為に競馬中継を中止したのは、2011年5月1日開催の第143回天皇賞（春）（国会中継（第177回国会・参議院予算委員会・平成23年度第1次補正予算審議）の為）以来の事である。

## 競走前の状況

### トライアル競走の結果
競走馬名が太字強調の馬は、本項の競走に出走する競走馬であることを示す。
第57回弥生賞ディープインパクト記念（GII）
| 着順 | 馬番 | 競走馬名           | 性齢 | 騎手               | 斤量 | タイム | 着差     | 単勝オッズ | 人気 |
| ---- | ---- | ------------------ | ---- | ------------------ | ---- | ------ | -------- | ---------- | ---- |
| 1着  | 1    | サトノフラッグ     | 牡3  | 武豊               | 56   | 2:02.9 |          | 02.8       | 2    |
| 2着  | 8    | ワーケア           | 牡3  | C.ルメール         | 56   | 2:03.2 | 1馬身3/4 | 02.5       | 1    |
| 3着  | 10   | オーソリティ       | 牡3  | L.ヒューイットソン | 56   | 2:03.3 | 1/2馬身  | 03.9       | 3    |
| 4着  | 5    | ブラックホール     | 牡3  | 石川裕紀人         | 56   | 2:03.3 | アタマ   | 14.2       | 4    |
|      |      |                    |      |                    |      |        |          |            |      |
| 8着  | 6    | ウインカーネリアン | 牡3  | F.ミナリク         | 56   | 2:04.0 |          | 29.5       | 7    |

上位3頭が優先出走権を獲得した。
若葉ステークス（L）
| 着順 | 馬番 | 競走馬名         | 性齢 | 騎手     | 斤量 | タイム | 着差     | 単勝オッズ | 人気 |
| ---- | ---- | ---------------- | ---- | -------- | ---- | ------ | -------- | ---------- | ---- |
| 1着  | 1    | アドマイヤビルゴ | 牡3  | 武豊     | 56   | 1:58.6 |          | 02.6       | 1    |
| 2着  | 12   | キメラヴェリテ   | 牡3  | 藤岡康太 | 56   | 1:58.9 | 2馬身    | 63.1       | 10   |
| 3着  | 7    | アメリカンシード | 牡3  | 川田将雅 | 56   | 1:59.1 | 1馬身1/4 | 03.2       | 2    |

アドマイヤビルゴ、キメラヴェリテが優先出走権を獲得した
第69回スプリングステークス（GII）

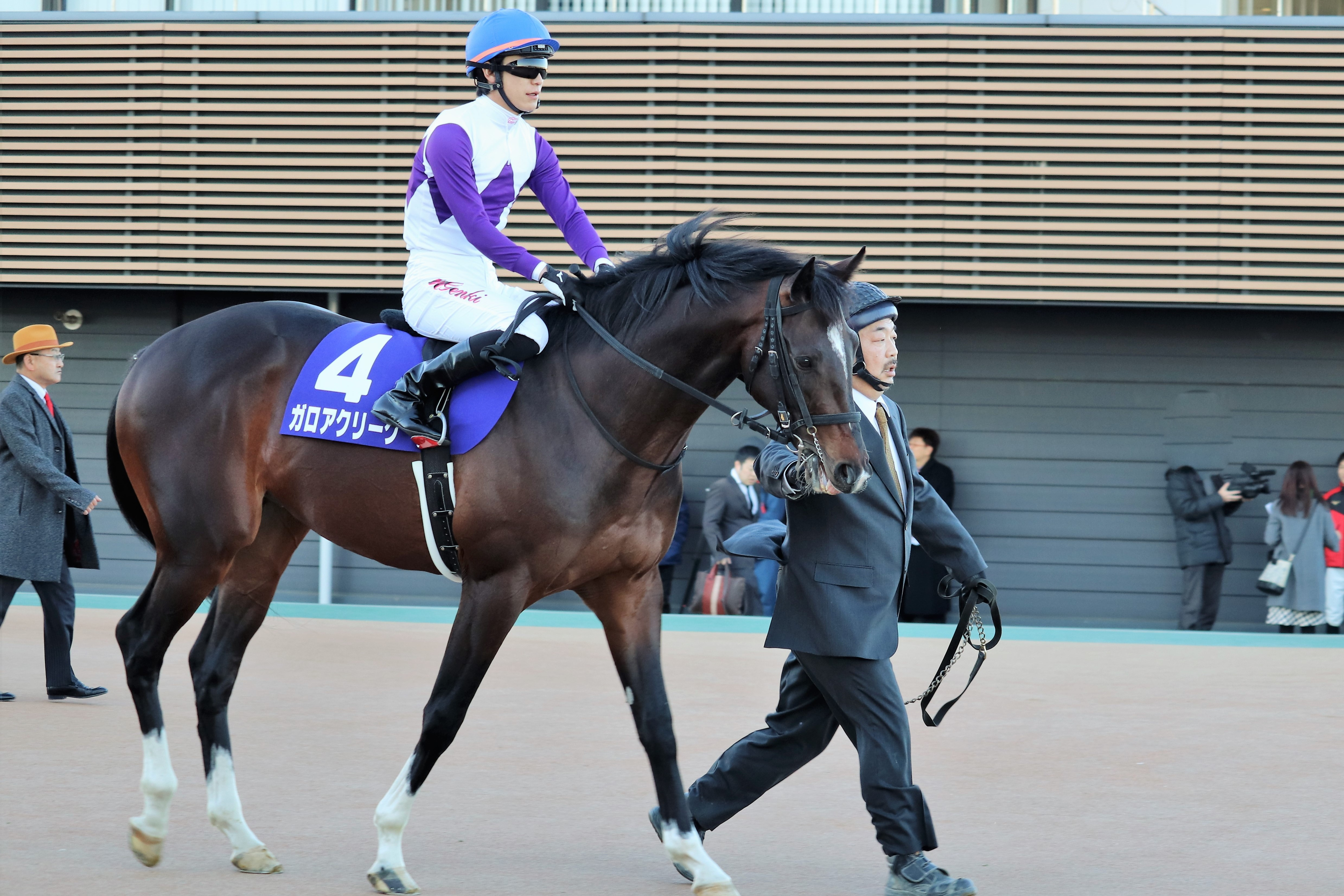
ガロアクリーク（第36回ホープフルステークス）

| 着順 | 馬番 | 競走馬名           | 性齢 | 騎手               | 斤量 | タイム | 着差     | 単勝オッズ | 人気 |
| ---- | ---- | ------------------ | ---- | ------------------ | ---- | ------ | -------- | ---------- | ---- |
| 1着  | 7    | ガロアクリーク     | 牡3  | L.ヒューイットソン | 56   | 1:49.8 |          | 16.6       | 6    |
| 2着  | 3    | ヴェルトライゼンデ | 牡3  | 池添謙一           | 56   | 1:50.0 | 1馬身1/4 | 1.7        | 1    |
| 3着  | 9    | サクセッション     | 牡3  | 三浦皇成           | 56   | 1:50.3 | 1馬身3/4 | 4.6        | 2    |

上位3頭が優先出走権を獲得した。

### その他前哨戦の結果

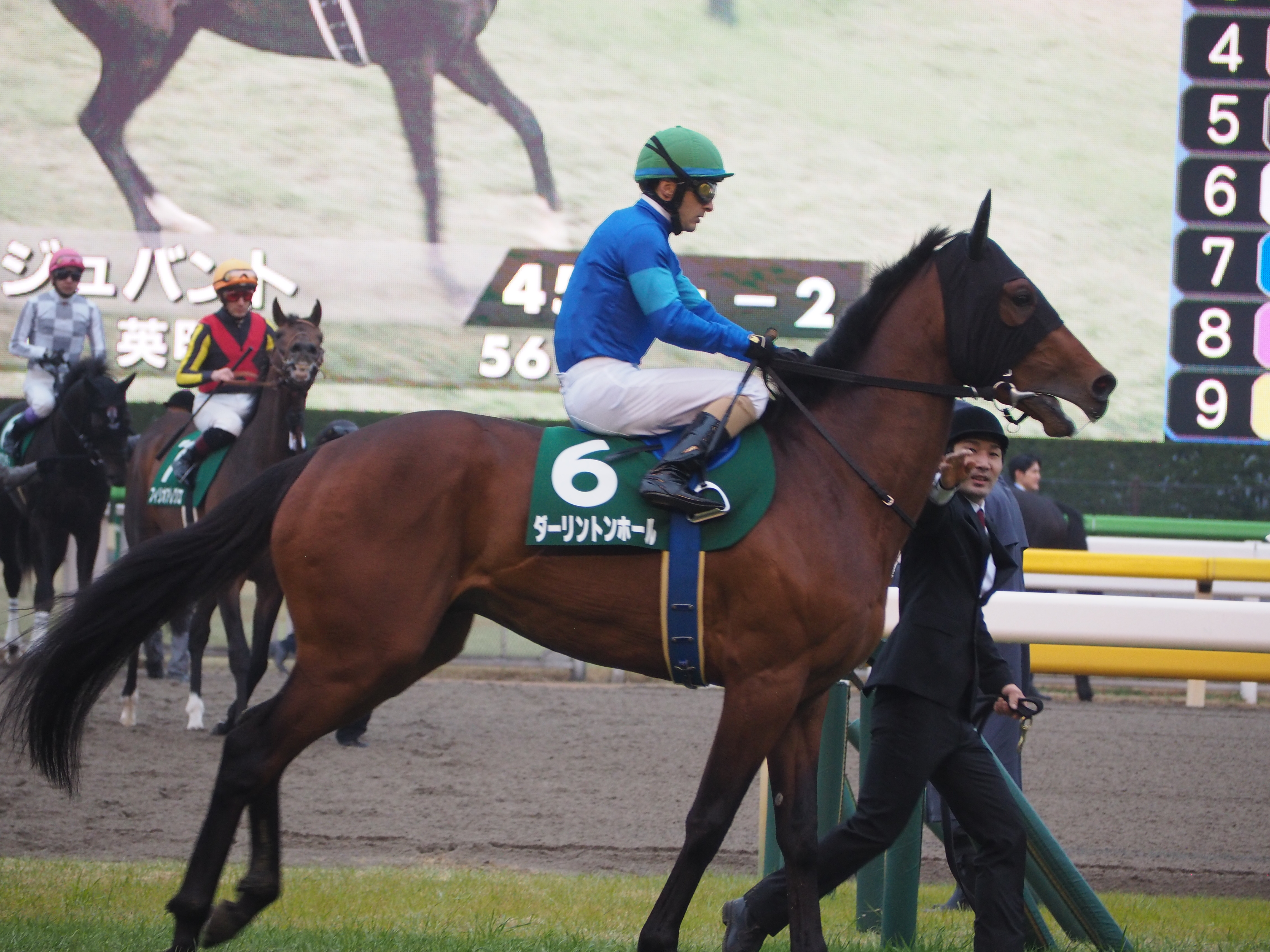
ダーリントンホール（共同通信杯）

第60回きさらぎ賞（GIII）
| 着順 | 馬番 | 競走馬名       | 性齢 | 騎手         | 斤量 | タイム | 着差    | 単勝オッズ | 人気 |
| ---- | ---- | -------------- | ---- | ------------ | ---- | ------ | ------- | ---------- | ---- |
| 1着  | 1    | コルテジア     | 牡3  | 松山弘平     | 56   | 1:48.3 |         | 29.8       | 7    |
| 2着  | 7    | ストーンリッジ | 牡3  | A.シュタルケ | 56   | 1:48.3 | クビ    | 07.4       | 4    |
| 3着  | 8    | アルジャンナ   | 牡3  | 川田将雅     | 56   | 1:48.4 | 1/2馬身 | 01.5       | 1    |

第54回共同通信杯（GIII）
| 着順 | 馬番 | 競走馬名           | 性齢 | 騎手       | 斤量 | タイム | 着差   | 単勝オッズ | 人気 |
| ---- | ---- | ------------------ | ---- | ---------- | ---- | ------ | ------ | ---------- | ---- |
| 1着  | 6    | ダーリントンホール | 牡3  | C.ルメール | 56   | 1:49.6 |        | 6.0        | 3    |
| 2着  | 2    | ビターエンダー     | 牡3  | F.ミナリク | 56   | 1:49.6 | ハナ   | 14.1       | 4    |
| 3着  | 7    | フィリオアレグロ   | 牡3  | M.デムーロ | 56   | 1:50.3 | 4馬身  | 4.6        | 2    |
| 4着  | 8    | マイラプソディ     | 牡3  | 武豊       | 57   | 1:50.3 | アタマ | 1.5        | 1    |

### 出走馬

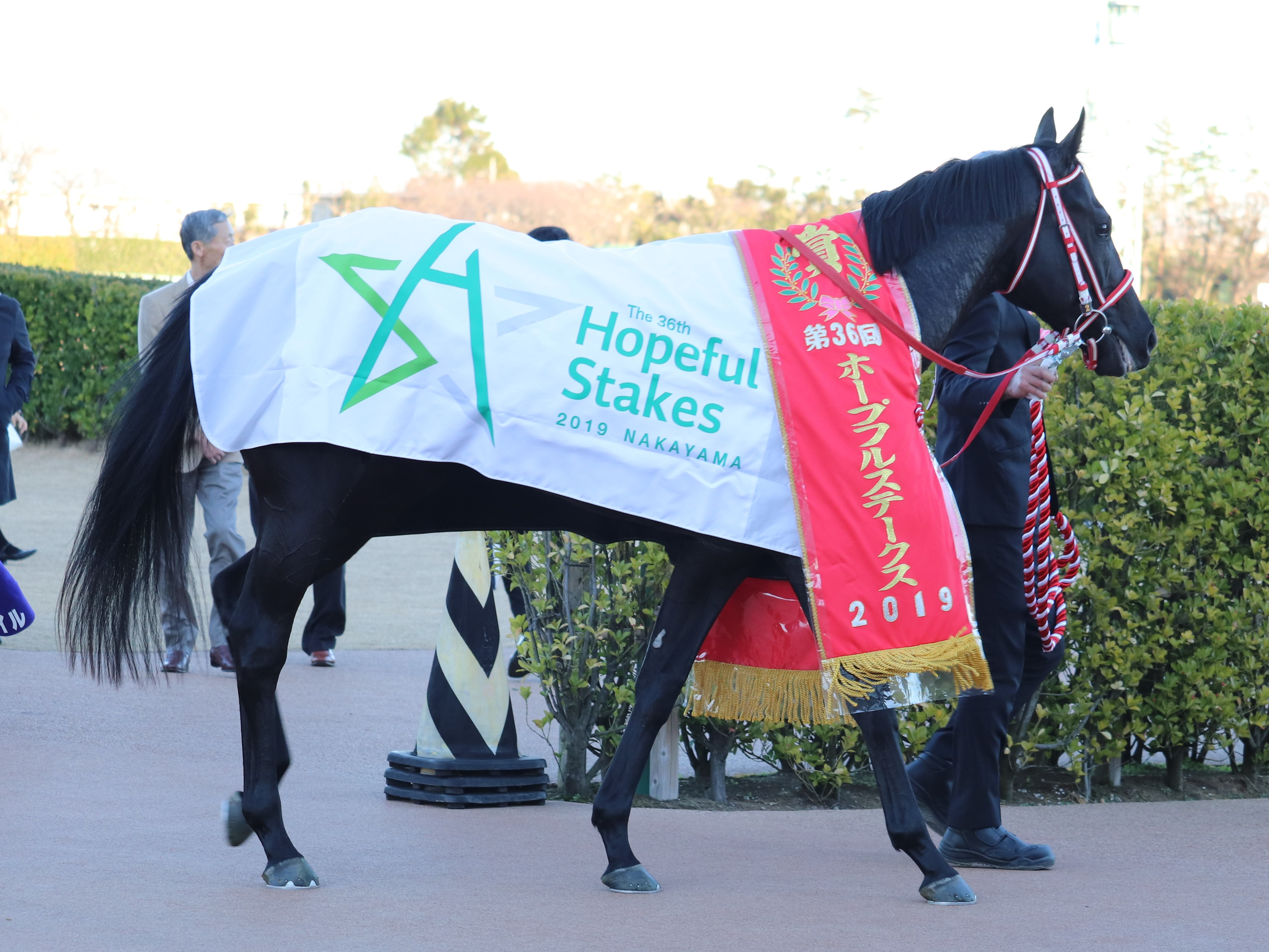
ホープフルステークス優勝、コントレイル

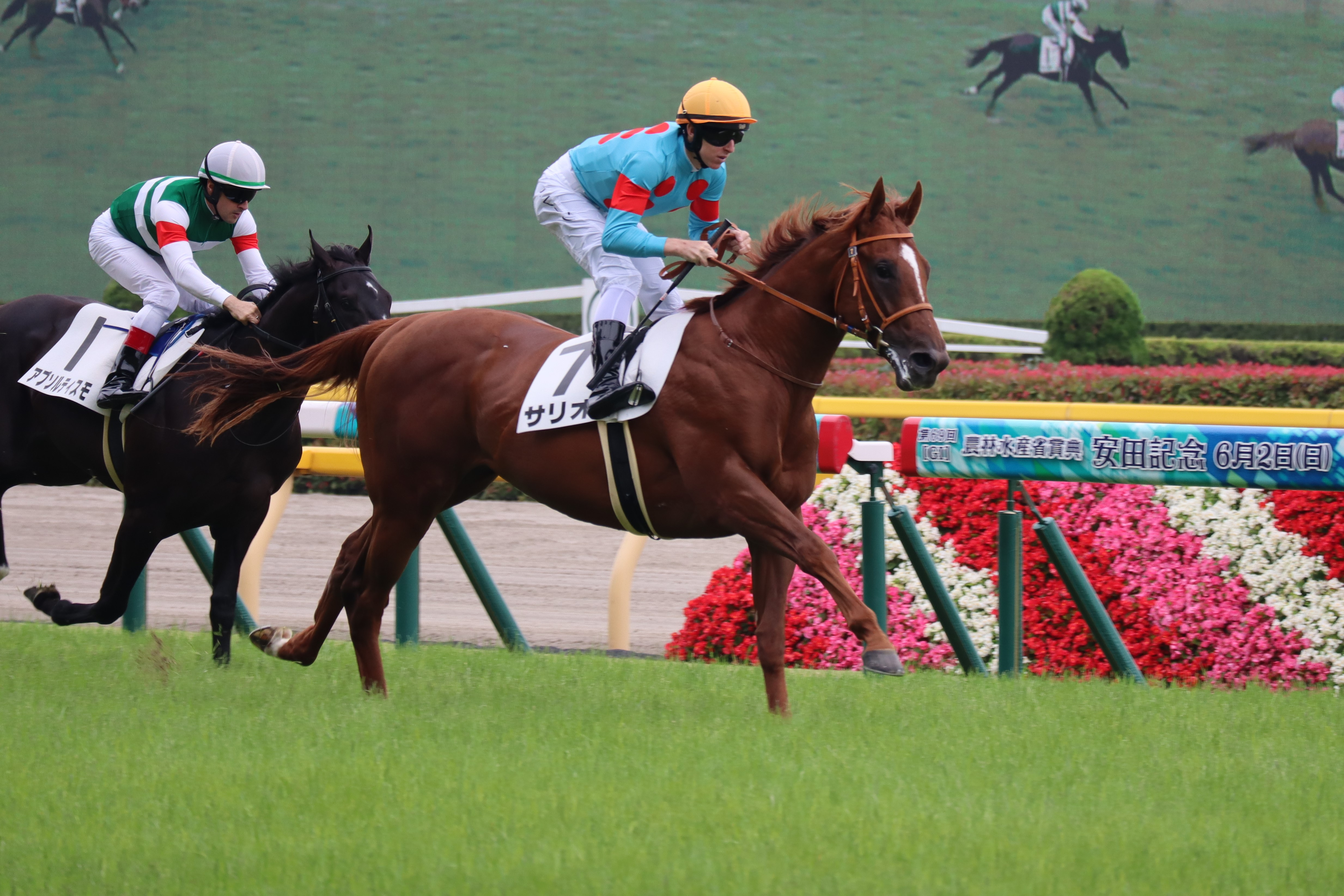
朝日杯フューチュリティステークス優勝、サリオス

出走可能頭数18頭の内、出馬登録されたのは19頭であった。除外・抽選対象は400万円収得した1勝馬、アメリカンシード、ディープボンド、テンピンの3頭で、出走枠2を争う抽選となる予定であった。しかし、サトノフウジンが回避し抽選が行われず、3頭出走が確定した。トライアル競走からは、弥生賞ディープインパクト記念（GII）から優勝のサトノフラッグ、若葉ステークス（L）から2着のキメラヴェリテ、スプリングステークス（GII）から優勝のガロアクリークと2着のヴェルトライゼンデが優先出走権を行使。GI優勝馬は、前年の朝日杯フューチュリティステークス（GI）を制し3戦無敗のサリオスと、前年の第36回ホープフルステークスを制して最優秀2歳牡馬に輝いた、同じく3戦無敗のコントレイルという、2歳牡馬GI王者がどちらも前哨戦に出走せず、ぶっつけで参戦し、それぞれ初顔合わせとなった。トライアル競走、GI以外の重賞優勝馬では、京都2歳ステークス（GIII）勝利のマイラプソディ、京成杯（GIII）勝利で2戦無敗のクリスタルブラック、きさらぎ賞（GIII）勝利のコルテジア、共同通信杯（GIII）勝利のダーリントンホール、札幌2歳ステークス（GIII）勝利のブラックホール。その他、すみれステークス（L）勝利のレクセランス、中京2歳ステークス（OP）勝利のラインベック、ダーリントンホールに次いで共同通信杯2着となったビターエンダー、オーソリティに次いで芙蓉ステークス（OP）2着となったウインカーネリアンが参戦した。

#### 回避
- 毎日杯（GIII）勝利のサトノインプレッサは、NHKマイルカップに進んだ[10]。
- 弥生賞ディープインパクト記念（GII）2着で皐月賞の優先出走権を有するワーケアは、中山競馬場の右回りを嫌って回避し、左回りの東京競馬場で開催される東京優駿（日本ダービー）を目標とした[11][12]。
- 若葉ステークスを勝利したアドマイヤビルゴは京都新聞杯に出走した[13]。

### 天候
| 2020年4月         | 第38回NZT 11日 (土) | 春雷S 12日 (日) | 13日 （月） | 14日 （火） | 15日 （水） | 16日 （木） | 17日 （金） | 第22回中山GJ 18日 (土) | 競争当日 19日 (日) |
| ----------------- | ------------------- | --------------- | ----------- | ----------- | ----------- | ----------- | ----------- | ---------------------- | ------------------ |
| 9時               | 晴                  | くもり          | 雨          | 晴          | 晴          | くもり      | 晴          | 雨                     | 晴                 |
| 12時              | くもり              | くもり          | 雨          | 晴          | 晴          | くもり      | くもり      | 雨                     | 晴                 |
| 15時              | 晴                  | くもり          | 雨          | 晴          | くもり      | くもり      | くもり      | 雨                     | 晴                 |
| 合計降水量 （mm） | -                   | 7.5             | 57.5        | 0.5         | -           | -           | -           | 77.5                   | -                  |
| 平均気温 （℃）    | 10.8                | 10.4            | 8.6         | 10.9        | 13.5        | 11.0        | 12.2        | 13.3                   | 14.3               |

中山競馬場では、春雷ステークスが行われた4月12日（日）に9.0ミリメートル、13日（月）に66.0ミリメートル、14日（火）に0.5ミリメートルの降水量を記録。レース前日は第1競走から最終12競走まで「雨」で催されていた。しかし、当日の船橋市は、晴れのち曇りの予報で、第1競走から「晴」、第11競走の皐月賞まで「晴」が続いた。

### 馬場状態
2020年3回目の中山競馬場開催は8日目となり、芝コースはBコース（Aコースから3メートル外に内柵を設置する）を使用。馬場状態は「3角（第3コーナー）から4角（第4コーナー）および正面にかけて、コース内側に傷みがある」と発表。皐月賞の1週間では、火曜日に芝刈り、水曜日に散水が行われた。
芝の草丈は野芝が約6センチメートルから8センチメートル、洋芝は約12センチメートルから16センチメートルに設定された。レース2日前の午前9時時点での含水率は、ゴール前では11.1パーセント、第4コーナーでは12.3パーセントを記録。
レース前日は降雨により、第22回中山グランドジャンプ（J-GI、優勝馬:オジュウチョウサン）は不良馬場で実施された。しかし翌日、芝の競走が行われた第5競走は「重」、第8競走にて「稍重」に回復。天候も晴れが続いて馬場状態が良化する中、第11競走である皐月賞は「稍重」で迎えた。

## 出走馬と枠順
4月16日、枠順が確定。競走2日前の金曜17日21時からのインターネット投票を開始。
2020年4月19日 第3回中山競馬第8日目第11競走
芝2000メートル（Bコース）、天気:晴、馬場状態:稍重、発走時刻:15時40分
| 枠番 | 馬番 | 競走馬名           | 性齢 | 騎手               | 斤量 [kg] | 調教師 | 調教師     | 単勝人気 | 単勝人気 | 主な勝ち鞍・成績 | 主な勝ち鞍・成績 | 馬体重 [kg] |
| 枠番 | 馬番 | 競走馬名           | 性齢 | 騎手               | 斤量 [kg] | 所属   | 氏名       | オッズ   | 人気     | 主な勝ち鞍・成績 | 主な勝ち鞍・成績 | 馬体重 [kg] |
| ---- | ---- | ------------------ | ---- | ------------------ | --------- | ------ | ---------- | -------- | -------- | ---------------- | ---------------- | ----------- |
| 1    | 1    | コントレイル       | 牡3  | 福永祐一           | 57        | 栗東   | 矢作芳人   | 002.7    | 1        | ホープフルS      | GI               | 462         |
| 1    | 2    | レクセランス       | 牡3  | 北村友一           | 57        | 栗東   | 池添学     | 062.9    | 9        | すみれS          | L                | 482         |
| 2    | 3    | コルテジア         | 牡3  | 松山弘平           | 57        | 栗東   | 鈴木孝志   | 100.9    | 13       | きさらぎ賞       | GIII             | 454         |
| 2    | 4    | テンピン           | 牡3  | 中井裕二           | 57        | 栗東   | 安田隆行   | 237.4    | 15       | 1戦1勝           |                  | 502         |
| 3    | 5    | サトノフラッグ     | 牡3  | C.ルメール         | 57        | 美浦   | 国枝栄     | 003.6    | 2        | 弥デ記           | GII              | 488         |
| 3    | 6    | ディープボンド     | 牡3  | 横山典弘           | 57        | 栗東   | 大久保龍志 | 360.9    | 18       | 4戦1勝           |                  | 484         |
| 4    | 7    | サリオス           | 牡3  | D.レーン           | 57        | 美浦   | 堀宣行     | 003.8    | 3        | 朝日杯FS         | GI               | 536         |
| 4    | 8    | ウインカーネリアン | 牡3  | 田辺裕信           | 57        | 美浦   | 鹿戸雄一   | 360.0    | 17       | 7戦2勝           |                  | 484         |
| 5    | 9    | ブラックホール     | 牡3  | 石川裕紀人         | 57        | 美浦   | 相沢郁     | 099.5    | 12       | 札幌2歳S         | GIII             | 432         |
| 5    | 10   | アメリカンシード   | 牡3  | 丸山元気           | 57        | 栗東   | 藤岡健一   | 319.1    | 16       | 4戦1勝           |                  | 464         |
| 6    | 11   | クリスタルブラック | 牡3  | 吉田豊             | 57        | 美浦   | 高橋文雅   | 014.6    | 5        | 京成杯           | GIII             | 474         |
| 6    | 12   | マイラプソディ     | 牡3  | 武豊               | 57        | 栗東   | 友道康夫   | 022.6    | 7        | 京都2歳S         | GIII             | 504         |
| 7    | 13   | ダーリントンホール | 牡3  | M.デムーロ         | 57        | 美浦   | 木村哲也   | 018.5    | 6        | 共同通信杯       | GIII             | 516         |
| 7    | 14   | キメラヴェリテ     | 牡3  | 藤岡康太           | 57        | 栗東   | 中竹和也   | 063.5    | 10       | 北海道2歳優駿    | JpnIII           | 538         |
| 7    | 15   | ラインベック       | 牡3  | 岩田康誠           | 57        | 栗東   | 友道康夫   | 160.8    | 14       | 中京2歳S         | OP               | 476         |
| 8    | 16   | ガロアクリーク     | 牡3  | L.ヒューイットソン | 57        | 美浦   | 上原博之   | 041.2    | 8        | スプリングS      | GII              | 498         |
| 8    | 17   | ヴェルトライゼンデ | 牡3  | 池添謙一           | 57        | 栗東   | 池江泰寿   | 013.0    | 4        | 萩S              | L                | 486         |
| 8    | 18   | ビターエンダー     | 牡3  | 津村明秀           | 57        | 美浦   | 相沢郁     | 081.2    | 11       | 4戦1勝           |                  | 464         |

出走馬のなかでも前年7月30日に死亡し、前年のリーディングサイアーであるディープインパクトの産駒が、コントレイル、レクセランス、サトノフラッグ、ラインベックと最多の4頭。次いで、キズナ産駒がディープボンド、クリスタルブラック、キメラヴェリテの3頭、ハーツクライ産駒がサリオス、マイラプソディの2頭が出走。その他の出走馬の父はそれぞれ異なる。2019年の新馬戦より産駒がデビューした新種牡馬は、ゴールドシップ産駒のブラックホールが出走。前々年優勝のエポカドーロを出したオルフェーヴル産駒からは、ビターエンダーが出走。ドリームジャーニー産駒は、2016年に12着となったミライヘノツバサ以来の出走となった。
単勝オッズ10倍以内は、単勝オッズ2.7倍の1番人気に推されたコントレイルが1枠1番、矢作は「スタートの速い馬だから内枠の方がいい」。3.6倍の2番人気に推されたサトノフラッグが3枠5番、国枝は「外枠の方が良かった」とし、「スムーズに外に出したい」と話した。そして3.8倍の3番人気、サリオスが5枠7番、担当する助手は、「これから調教師とジョッキーが作戦を立てる」とした。この3頭で「三強ムード」が形成された。
以下、単勝オッズ10倍台にはヴェルトライゼンデ、クリスタルブラック、ダーリントンホールの順で支持を集めた。一方、単勝オッズ3桁台は6頭で、最低人気は360.9倍のディープボンドとなった。

## 競走結果

### 着順
| 着順 | 枠番 | 馬番 | 競走馬名           | 騎手               | 斤量 | タイム | 着差     | 上がり3ハロン | 単勝オッズ | 人気 | レーティング |
| ---- | ---- | ---- | ------------------ | ------------------ | ---- | ------ | -------- | ------------- | ---------- | ---- | ------------ |
| 1着  | 1    | 1    | コントレイル       | 福永祐一           | 57   | 2:00.7 |          | 34.9          | 002.7      | 1    | 120          |
| 2着  | 4    | 7    | サリオス           | D.レーン           | 57   | 2:00.8 | 1/2馬身  | 35.4          | 003.8      | 3    | 119          |
| 3着  | 8    | 16   | ガロアクリーク     | L.ヒューイットソン | 57   | 2:01.4 | 3馬身1/2 | 35.7          | 041.2      | 8    | 113          |
| 4着  | 4    | 8    | ウインカーネリアン | 田辺裕信           | 57   | 2:01.6 | 1馬身1/4 | 36.5          | 360.0      | 17   | 111          |
| 5着  | 3    | 5    | サトノフラッグ     | C.ルメール         | 57   | 2:01.8 | 1馬身1/4 | 36.4          | 003.6      | 2    | 109          |
| 6着  | 7    | 13   | ダーリントンホール | M.デムーロ         | 57   | 2:01.8 | クビ     | 35.9          | 018.5      | 6    | 109          |
| 7着  | 2    | 3    | コルテジア         | 松山弘平           | 57   | 2:01.9 | 1/2馬身  | 36.1          | 100.9      | 13   | 108          |
| 8着  | 8    | 17   | ヴェルトライゼンデ | 池添謙一           | 57   | 2:01.9 | ハナ     | 36.3          | 013.0      | 4    | 108          |
| 9着  | 5    | 9    | ブラックホール     | 石川裕紀人         | 57   | 2:02.1 | 1馬身1/4 | 35.7          | 099.5      | 12   | 106          |
| 10着 | 3    | 6    | ディープボンド     | 横山典弘           | 57   | 2:02.1 | アタマ   | 36.8          | 360.9      | 18   | 106          |
| 11着 | 1    | 2    | レクセランス       | 北村友一           | 57   | 2:02.1 | アタマ   | 36.1          | 062.9      | 9    | 106          |
| 12着 | 5    | 10   | アメリカンシード   | 丸山元気           | 57   | 2:02.2 | クビ     | 36.1          | 319.1      | 16   | 105          |
| 13着 | 6    | 12   | マイラプソディ     | 武豊               | 57   | 2:02.2 | アタマ   | 36.6          | 022.6      | 7    | 105          |
| 14着 | 8    | 18   | ビターエンダー     | 津村明秀           | 57   | 2:02.4 | 1馬身1/4 | 37.2          | 081.2      | 11   | 103          |
| 15着 | 7    | 15   | ラインベック       | 岩田康誠           | 57   | 2:02.4 | クビ     | 37.1          | 160.8      | 14   | 103          |
| 16着 | 6    | 11   | クリスタルブラック | 吉田豊             | 57   | 2:02.5 | 3/4馬身  | 36.4          | 014.6      | 5    | 102          |
| 17着 | 7    | 14   | キメラヴェリテ     | 藤岡康太           | 57   | 2:02.6 | クビ     | 37.7          | 063.5      | 10   | 101          |
| 18着 | 2    | 4    | テンピン           | 中井裕二           | 57   | 2:03.3 | 4馬身    | 37.6          | 237.4      | 15   | 94           |

1枠1番から出走しての勝利は、1994年の皐月賞（第54回皐月賞）を勝利したナリタブライアン以来、26年ぶりである。さらに26年前は「ナリタブライアン - サクラスーパーオー - フジノマッケンオー」の順で、「1 ￫ 7 ￫ 16」の馬番で入線。そして今回、「コントレイル - サリオス - ガロアクリーク」も同様に「1 ￫ 7 ￫ 16」の馬番で入線であった。

#### レーティング
優勝したコントレイルのレーティングは「120」を記録。2010年代で最も高いレーティングを記録した2016年のディーマジェスティと同じ評価である。
また2着のサリオスには「119」が与えられ、これは2015年のドゥラメンテ、2019年のサートゥルナーリアと同じ評価である。
- 以上の着順はnetkeiba.comの情報に基づく[29]。
- レーティングについては日本中央競馬会が発表した「重賞競走・オープン特別競走レーティング」による[48]。

### 競走に関するデータ
| ハロンタイム        | 12.2 - 11.3 - 12.1 - 11.8 - 12.4 - 12.9 - 12.2 - 11.9 - 11.8 - 12.1 |
| 1000m通過タイム     | 59秒8（キメラヴェリテ）                                             |
| 上がり4ハロン       | 48秒0                                                               |
| 上がり3ハロン       | 35秒8                                                               |
| 優勝馬上がり3ハロン | 34秒9（コントレイル）                                               |
| 上がり3ハロン最速   | 34秒9（コントレイル）                                               |

## 配当

### 払戻金
|        | 馬番   | 配当    | 人気     | 的中票数    | 投票数       | 売得金           |
| ------ | ------ | ------- | -------- | ----------- | ------------ | ---------------- |
| 単勝   | 1      | 00270円 | 01番人気 | 238万9054票 | 0814万4606票 | 08億1446万0600円 |
| 複勝   | 1      | 00140円 | 01番人気 | 155万3616票 | 0690万0183票 | 06億9001万8300円 |
| 複勝   | 7      | 00170円 | 03番人気 | 109万3033票 | 0690万0183票 | 06億9001万8300円 |
| 複勝   | 16     | 00690円 | 09番人気 | 17万7229票  | 0690万0183票 | 06億9001万8300円 |
| 枠連   | 1-4    | 00640円 | 02番人気 | 47万1752票  | 0390万9121票 | 03億9091万2100円 |
| 馬連   | 1-7    | 00660円 | 02番人気 | 269万3796票 | 2169万9272票 | 21億6992万7200円 |
| ワイド | 1-7    | 00330円 | 02番人気 | 100万2665票 | 1109万7022票 | 11億0970万2200円 |
| ワイド | 1-16   | 02250円 | 20番人気 | 011万7237票 | 1109万7022票 | 11億0970万2200円 |
| ワイド | 7-16   | 02610円 | 24番人気 | 010万0567票 | 1109万7022票 | 11億0970万2200円 |
| 馬単   | 1-7    | 01120円 | 03番人気 | 061万0706票 | 0911万9939票 | 09億1199万3900円 |
| 3連複  | 1-7-16 | 09150円 | 25番人気 | 029万0601票 | 3547万1708票 | 35億4717万0800円 |
| 3連単  | 1-7-16 | 26310円 | 72番人気 | 015万8052票 | 5737万6296票 | 57億3762万9600円 |

なお馬番連勝式については、「JRAスーパープレミアム『春の3歳重賞馬連』」が適用。通常払戻金に売上の5パーセント相当額が上乗せして払い戻しが行われた。
皐月賞の売り上げは、142億7816万7700円で、前年の123億8286万6400円と比較し、15.3パーセント増加となった。
レース当日の中山競馬場の総入場者数は0人（うち有料入場人員0人）、前年の皐月賞当日に比べ、5万752人（内有料入場人員4万7574人）減少となった。

### 当日のWIN5（5重勝単勝式）
発売票数は739万1429票、発売金額は7億3914万2900円となった。
| 対象順          | 1                             | 2                             | 3                             | 4                             | 5                         |
| --------------- | ----------------------------- | ----------------------------- | ----------------------------- | ----------------------------- | ------------------------- |
| 競走順          | 阪神第10競走                  | 中山第10競走                  | 福島第11競走                  | 阪神第11競走                  | 中山第11競走              |
| 競走名          | 御堂筋S                       | 京葉S（L）                    | 福島民報杯（L）               | アンタレスS（GIII）           | 皐月賞（GI）              |
| 条件            | 芝外2400m・3勝クラス          | ダート1200m・オープン         | 芝2000m・オープン             | ダート1800m・オープン         | 芝2000m・オープン         |
| 単勝人気        | 4番人気                       | 6番人気                       | 2番人気                       | 3番人気                       | 1番人気                   |
| 勝利馬 （鞍上） | バラックパリンカ （藤岡佑介） | ヒロシゲゴールド （藤岡康太） | マイネルサーパス （国分優作） | ウェスタールンド （藤岡佑介） | コントレイル （福永祐一） |
| 馬番            | 2                             | 15                            | 10                            | 8                             | 1                         |
| 残票数          | 93万9799票                    | 6万9154票                     | 1万1703票                     | 1337票                        | 371票                     |

的中馬番は、「2-15-10-8-1」の組み合わせで、的中は371票。配当は、139万4600円。

## 達成された記録

### コントレイル

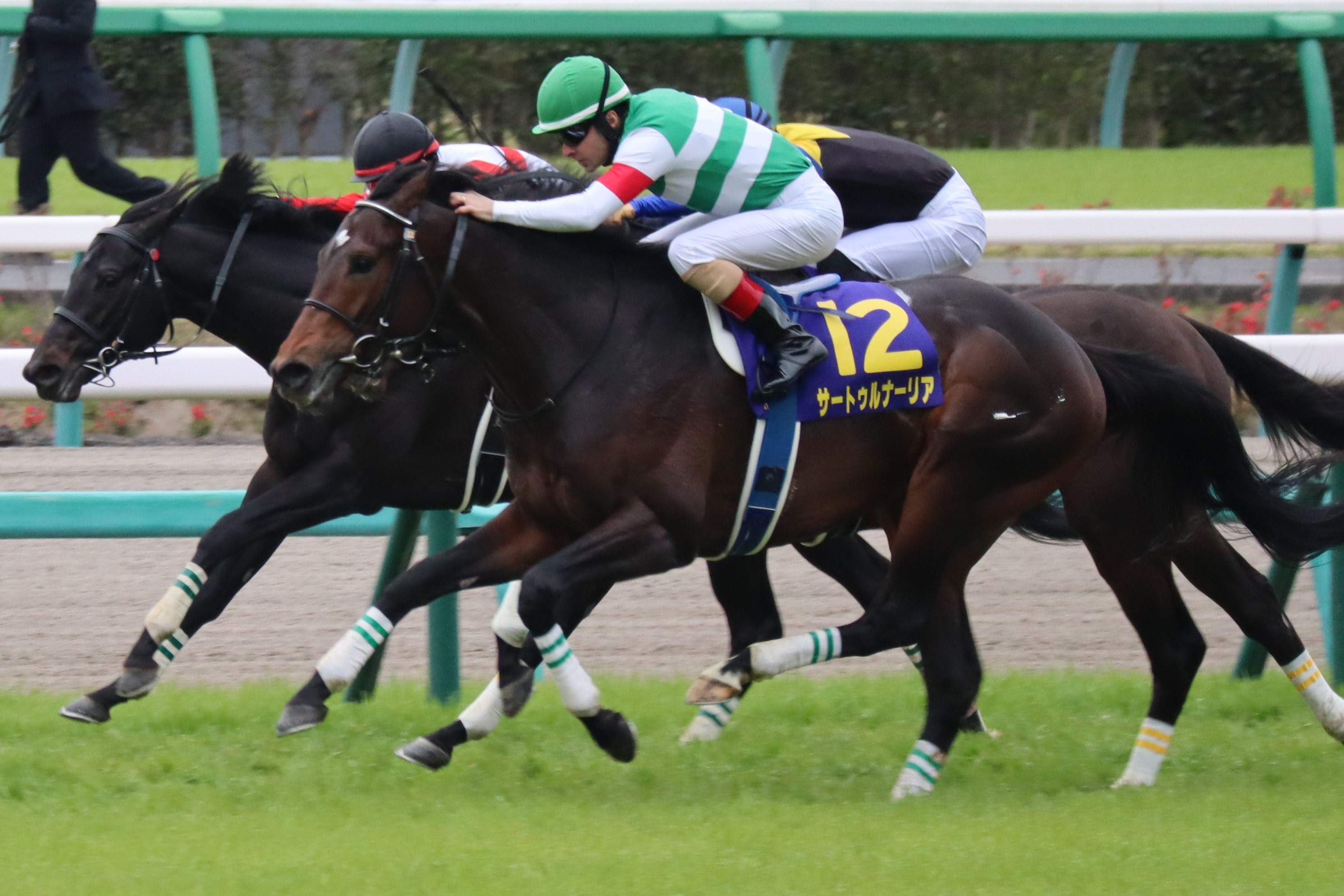
サートゥルナーリア

- コントレイルはホープフルステークスに続いてGI2勝目、重賞3勝目、通算4戦4勝とした[59]。
  - 単勝1番人気の勝利は2019年のサートゥルナーリアに続いて、通算25勝目[59]。
  - 栗東トレーニングセンター所属が2017年から（アルアイン、エポカドーロ、サートゥルナーリア）4年連続勝利、通算成績は栗東所属が40勝、美浦所属が40勝[59]。
  - 無敗での皐月賞勝利は、前年のサートゥルナーリアに続いて18頭目[59]。
  - 中112日での勝利は、前回の出走から最も長い間隔である。3歳初出走での勝利は前年の皐月賞から2年連続2頭目[59]。

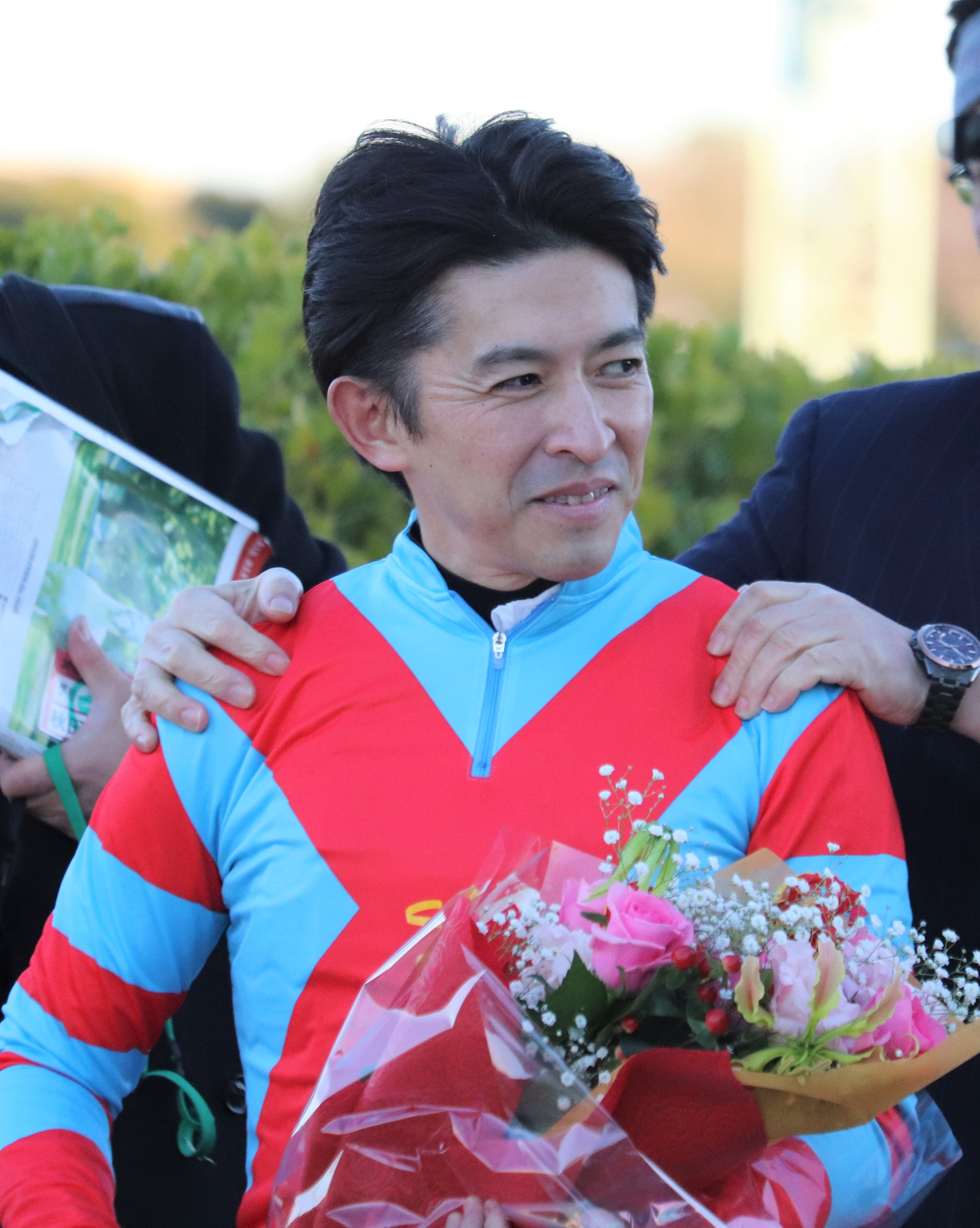
福永祐一

- 福永祐一騎手は、19回目の騎乗で皐月賞初勝利[59]。JRA通算2293勝目。
  - JRA-GIは、コントレイルに騎乗して勝利した前年のホープフルステークス以来で、2020年初勝利、通算26勝目[59]。
  - JRA重賞は、ミヤマザクラに騎乗して勝利した2020年のクイーンカップ（GIII）以来で、2020年2勝目、通算138勝目[59]。
  - ワグネリアンで制した2018年の東京優駿（日本ダービー）、エピファネイアで制した2013年の菊花賞に続いて牡馬クラシック三冠競走完全制覇[60]。
  - 1999年の桜花賞、プリモディーネでクラシック初勝利を果たして以来、史上11人目のクラシック競走（五大競走）完全制覇[61]。
- 矢作芳人調教師は、5頭目の出走で皐月賞初勝利[59]。
  - JRA-GIは2020年のフェブラリーステークス（モズアスコット）以来で、2020年2勝目、通算11勝目[59]。
  - JRA重賞は2020年の毎日杯（GIII、サトノインプレッサ）。2020年は4勝目、通算42勝[59]。

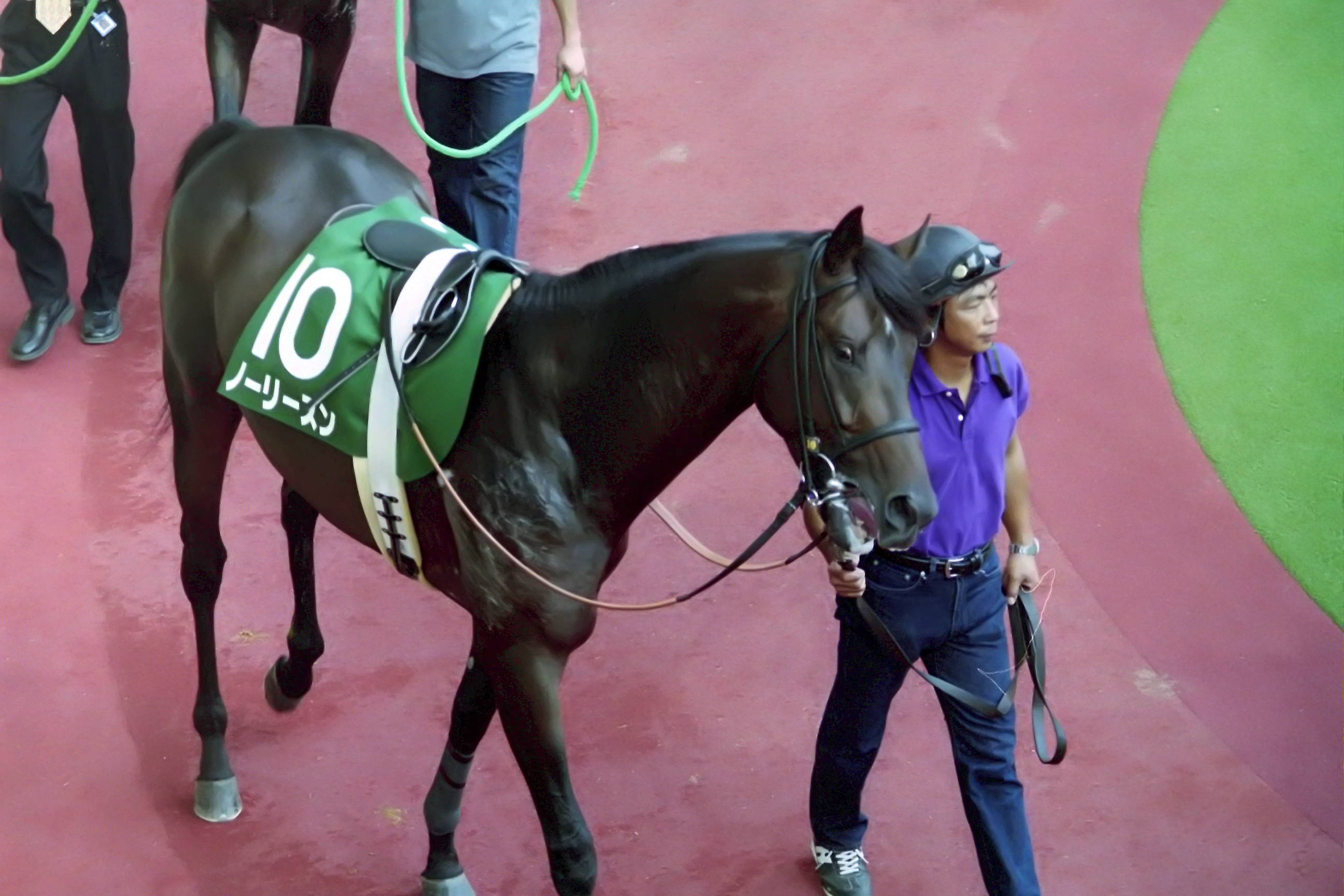
ノーリーズン

- 前田晋二（ノースヒルズ）は2002年の皐月賞（ノーリーズン）以来[62][63]。
- ディープインパクト産駒は、2017年のアルアイン以来で3頭目の勝利[59]。
  - JRA-GIは、通算53勝目[59]。
  - JRA重賞は2020年13勝目、通算229勝目[59]。

## 競走後
- 上位5頭（コントレイル、サリオス、ガロアクリーク、ウインカーネリアン、サトノフラッグ）は、翌月の東京優駿（日本ダービー）への優先出走権を獲得。5頭すべて行使し、出走を果たした。
- 16着のクリスタルブラックは、数日後に右前脚の浅屈腱炎を発症。9か月以上の休養が必要となった[64]。

## テレビ・ラジオ中継
本レースのテレビ・ラジオ放送の実況担当者
- ラジオNIKKEI：小塚歩（東京本社スポーツ情報部）
- フジテレビ：青嶋達也（編成局アナウンス室スポーツ統括担当部長）
- ニッポン放送：清水久嗣

※前述のとおりNHKは緊急事態宣言発令に伴う非常報道体制移行の為、放送中止。